# Оппозиция (шахматы)
Оппозиция (от лат. oppositio —  сопротивление) в шахматах — противостояние королей. Различают ближнюю оппозицию, когда расстояние между королями составляет одно поле, и дальнюю, когда расстояние между ними равно 3 или 5 полям. Возможны оппозиции по вертикали, горизонтали и диагонали; в последнем случае она называется «косой». Оппозиция — частный случай полей соответствия. Является типичным приёмом борьбы за 3 ключевых поля, расположенные рядом по вертикали или горизонтали. Владение оппозицией позволяет совершить обход королём.
Пример борьбы за владение оппозицией:
|   | a                                                   | b                                                   | c                                                   | d                                                   | e                                                   | f                                                   | g                                                   | h                                                   |   |
| - | --------------------------------------------------- | --------------------------------------------------- | --------------------------------------------------- | --------------------------------------------------- | --------------------------------------------------- | --------------------------------------------------- | --------------------------------------------------- | --------------------------------------------------- | - |
| 8 | f7 чёрный король · c3 белая пешка · d1 белый король | f7 чёрный король · c3 белая пешка · d1 белый король | f7 чёрный король · c3 белая пешка · d1 белый король | f7 чёрный король · c3 белая пешка · d1 белый король | f7 чёрный король · c3 белая пешка · d1 белый король | f7 чёрный король · c3 белая пешка · d1 белый король | f7 чёрный король · c3 белая пешка · d1 белый король | f7 чёрный король · c3 белая пешка · d1 белый король | 8 |
| 7 | f7 чёрный король · c3 белая пешка · d1 белый король | f7 чёрный король · c3 белая пешка · d1 белый король | f7 чёрный король · c3 белая пешка · d1 белый король | f7 чёрный король · c3 белая пешка · d1 белый король | f7 чёрный король · c3 белая пешка · d1 белый король | f7 чёрный король · c3 белая пешка · d1 белый король | f7 чёрный король · c3 белая пешка · d1 белый король | f7 чёрный король · c3 белая пешка · d1 белый король | 7 |
| 6 | f7 чёрный король · c3 белая пешка · d1 белый король | f7 чёрный король · c3 белая пешка · d1 белый король | f7 чёрный король · c3 белая пешка · d1 белый король | f7 чёрный король · c3 белая пешка · d1 белый король | f7 чёрный король · c3 белая пешка · d1 белый король | f7 чёрный король · c3 белая пешка · d1 белый король | f7 чёрный король · c3 белая пешка · d1 белый король | f7 чёрный король · c3 белая пешка · d1 белый король | 6 |
| 5 | f7 чёрный король · c3 белая пешка · d1 белый король | f7 чёрный король · c3 белая пешка · d1 белый король | f7 чёрный король · c3 белая пешка · d1 белый король | f7 чёрный король · c3 белая пешка · d1 белый король | f7 чёрный король · c3 белая пешка · d1 белый король | f7 чёрный король · c3 белая пешка · d1 белый король | f7 чёрный король · c3 белая пешка · d1 белый король | f7 чёрный король · c3 белая пешка · d1 белый король | 5 |
| 4 | f7 чёрный король · c3 белая пешка · d1 белый король | f7 чёрный король · c3 белая пешка · d1 белый король | f7 чёрный король · c3 белая пешка · d1 белый король | f7 чёрный король · c3 белая пешка · d1 белый король | f7 чёрный король · c3 белая пешка · d1 белый король | f7 чёрный король · c3 белая пешка · d1 белый король | f7 чёрный король · c3 белая пешка · d1 белый король | f7 чёрный король · c3 белая пешка · d1 белый король | 4 |
| 3 | f7 чёрный король · c3 белая пешка · d1 белый король | f7 чёрный король · c3 белая пешка · d1 белый король | f7 чёрный король · c3 белая пешка · d1 белый король | f7 чёрный король · c3 белая пешка · d1 белый король | f7 чёрный король · c3 белая пешка · d1 белый король | f7 чёрный король · c3 белая пешка · d1 белый король | f7 чёрный король · c3 белая пешка · d1 белый король | f7 чёрный король · c3 белая пешка · d1 белый король | 3 |
| 2 | f7 чёрный король · c3 белая пешка · d1 белый король | f7 чёрный король · c3 белая пешка · d1 белый король | f7 чёрный король · c3 белая пешка · d1 белый король | f7 чёрный король · c3 белая пешка · d1 белый король | f7 чёрный король · c3 белая пешка · d1 белый король | f7 чёрный король · c3 белая пешка · d1 белый король | f7 чёрный король · c3 белая пешка · d1 белый король | f7 чёрный король · c3 белая пешка · d1 белый король | 2 |
| 1 | f7 чёрный король · c3 белая пешка · d1 белый король | f7 чёрный король · c3 белая пешка · d1 белый король | f7 чёрный король · c3 белая пешка · d1 белый король | f7 чёрный король · c3 белая пешка · d1 белый король | f7 чёрный король · c3 белая пешка · d1 белый король | f7 чёрный король · c3 белая пешка · d1 белый король | f7 чёрный король · c3 белая пешка · d1 белый король | f7 чёрный король · c3 белая пешка · d1 белый король | 1 |
|   | a                                                   | b                                                   | c                                                   | d                                                   | e                                                   | f                                                   | g                                                   | h                                                   |   |

Белые выигрывают, если смогут попасть королём на одно из 3 ключевых полей пешки: b5, с5, d5. Поэтому следует 1.Крс2 Кре6 2.Крb3 Kpd6 3.Kpb4 Крс6 4.Крс4! и, овладев оппозицией, белые следующим ходом проникают на одно из ключевых полей пешки, обеспечивая тем самым её превращение в ферзи: 4. … Kpd6 5.Kpb5 Крс7 6.Крс5 и т. д.
Смысл «дальней» оппозиции в том, что она всегда может перейти в «ближнюю», что видно из следующего примера:
|   | a                                                   | b                                                   | c                                                   | d                                                   | e                                                   | f                                                   | g                                                   | h                                                   |   |
| - | --------------------------------------------------- | --------------------------------------------------- | --------------------------------------------------- | --------------------------------------------------- | --------------------------------------------------- | --------------------------------------------------- | --------------------------------------------------- | --------------------------------------------------- | - |
| 8 | b8 чёрный король · b4 белая пешка · c4 белый король | b8 чёрный король · b4 белая пешка · c4 белый король | b8 чёрный король · b4 белая пешка · c4 белый король | b8 чёрный король · b4 белая пешка · c4 белый король | b8 чёрный король · b4 белая пешка · c4 белый король | b8 чёрный король · b4 белая пешка · c4 белый король | b8 чёрный король · b4 белая пешка · c4 белый король | b8 чёрный король · b4 белая пешка · c4 белый король | 8 |
| 7 | b8 чёрный король · b4 белая пешка · c4 белый король | b8 чёрный король · b4 белая пешка · c4 белый король | b8 чёрный король · b4 белая пешка · c4 белый король | b8 чёрный король · b4 белая пешка · c4 белый король | b8 чёрный король · b4 белая пешка · c4 белый король | b8 чёрный король · b4 белая пешка · c4 белый король | b8 чёрный король · b4 белая пешка · c4 белый король | b8 чёрный король · b4 белая пешка · c4 белый король | 7 |
| 6 | b8 чёрный король · b4 белая пешка · c4 белый король | b8 чёрный король · b4 белая пешка · c4 белый король | b8 чёрный король · b4 белая пешка · c4 белый король | b8 чёрный король · b4 белая пешка · c4 белый король | b8 чёрный король · b4 белая пешка · c4 белый король | b8 чёрный король · b4 белая пешка · c4 белый король | b8 чёрный король · b4 белая пешка · c4 белый король | b8 чёрный король · b4 белая пешка · c4 белый король | 6 |
| 5 | b8 чёрный король · b4 белая пешка · c4 белый король | b8 чёрный король · b4 белая пешка · c4 белый король | b8 чёрный король · b4 белая пешка · c4 белый король | b8 чёрный король · b4 белая пешка · c4 белый король | b8 чёрный король · b4 белая пешка · c4 белый король | b8 чёрный король · b4 белая пешка · c4 белый король | b8 чёрный король · b4 белая пешка · c4 белый король | b8 чёрный король · b4 белая пешка · c4 белый король | 5 |
| 4 | b8 чёрный король · b4 белая пешка · c4 белый король | b8 чёрный король · b4 белая пешка · c4 белый король | b8 чёрный король · b4 белая пешка · c4 белый король | b8 чёрный король · b4 белая пешка · c4 белый король | b8 чёрный король · b4 белая пешка · c4 белый король | b8 чёрный король · b4 белая пешка · c4 белый король | b8 чёрный король · b4 белая пешка · c4 белый король | b8 чёрный король · b4 белая пешка · c4 белый король | 4 |
| 3 | b8 чёрный король · b4 белая пешка · c4 белый король | b8 чёрный король · b4 белая пешка · c4 белый король | b8 чёрный король · b4 белая пешка · c4 белый король | b8 чёрный король · b4 белая пешка · c4 белый король | b8 чёрный король · b4 белая пешка · c4 белый король | b8 чёрный король · b4 белая пешка · c4 белый король | b8 чёрный король · b4 белая пешка · c4 белый король | b8 чёрный король · b4 белая пешка · c4 белый король | 3 |
| 2 | b8 чёрный король · b4 белая пешка · c4 белый король | b8 чёрный король · b4 белая пешка · c4 белый король | b8 чёрный король · b4 белая пешка · c4 белый король | b8 чёрный король · b4 белая пешка · c4 белый король | b8 чёрный король · b4 белая пешка · c4 белый король | b8 чёрный король · b4 белая пешка · c4 белый король | b8 чёрный король · b4 белая пешка · c4 белый король | b8 чёрный король · b4 белая пешка · c4 белый король | 2 |
| 1 | b8 чёрный король · b4 белая пешка · c4 белый король | b8 чёрный король · b4 белая пешка · c4 белый король | b8 чёрный король · b4 белая пешка · c4 белый король | b8 чёрный король · b4 белая пешка · c4 белый король | b8 чёрный король · b4 белая пешка · c4 белый король | b8 чёрный король · b4 белая пешка · c4 белый король | b8 чёрный король · b4 белая пешка · c4 белый король | b8 чёрный король · b4 белая пешка · c4 белый король | 1 |
|   | a                                                   | b                                                   | c                                                   | d                                                   | e                                                   | f                                                   | g                                                   | h                                                   |   |

Соперники согласились на ничью, так как чёрные держат «дальнюю оппозицию», например 58.Kpc5 Kpc7 59.Kpb5 Kpb7 — вертикальная ближняя оппозиция или 58.Kpd5 Kpb7 — косая оппозиция.